# 4201 Orosz
4201 Orosz eller 1984 JA1 är en asteroid i huvudbältet som upptäcktes den 3 maj 1984 av den amerikanske astronomen Brian A. Skiff vid Anderson Mesa Station. Den är uppkallad efter Elizabeth M. Orosz.
Asteroiden har en diameter på ungefär 32 kilometer.